# ای بره پروردگار، معصوم
ای بره پروردگار، معصوم (آلمانی: O Lamm Gottes, unschuldig) یک سرود روحانی لوتریان قدیمی است که ملودی و متن آن به نیکلاس دکیوس نسبت داده می‌شود که آن را حوالی سال‌های ۱۵۲۲ تا ۱۵۲۳ سرود و در سال ۱۵۳۱ منتشر کرد. از این شعر به‌صورت کانتوس فیرموس در اثر جاودانهٔ یوهان سباستیان باخ انجیل به روایت متی استفاده شده‌است.
همچون نسخهٔ لاتین قدیمی آن، در این شعر هم عبارت بره خدا سه مرتبه به‌کار رفته است، ۲ بار برای طلب مغفرت و یک بار برای طلب آرامش.